# ماهیچه دندانه‌ای پسین پایینی
ماهیچه دندانه‌ای پسین پایینی یا سراتوس خلفی تحتانی (انگلیسی: Serratus posterior inferior muscle) یکی از عضلات لایه میانی عضلات خارجی پشت است.
لایه میانی عضلات پشت، گروهی از عضلات خارجی پشت هستند که بلافاصله در عمق لایه سطحی عضلات پشت و چسبیده به دنده‌ها قرار گرفته‌اند و در حرکات تنفسی و دنده‌ای دخالت می‌کنند. این عضلات عبارتند از: ماهیچه دندانه‌ای پشتی فوقانی و ماهیچه دندانه‌ای پشتی تحتانی. چون عضلات میانی پشت، در حرکات تنفسی دخیل هستند، به آنها عضلات تنفسی هم گفته می‌شود
این عضله از زوائد خاری مهره‌های T11 تا L2 و رباطهای فوق خاری منشأ گرفته و به کنار تحتانی دنده نهم تا دوازدهم منتهی می‌شود. عملکردآن پایین بردن دنده نهم تا دوازدهم است. جهت فیبرهای عضلانی صعودی است.

## نگارخانه
- Position of the serratus posterior inferior (shown in red). Animation.
- Close up. The muscle arises from the vertebrae T11 through L2 and inserted into lower border of the 9th through 12th ribs.
- Lumbar triangle